# Albert Bonniers Stipendiefond för svenska författare
Albert Bonniers Stipendiefond för svenska författare instiftades 1901 och utdelar stipendier till författare som under det gångna året utkommit med ett nytt verk av litterär betydelse. Nämnden består i sig själv av författare, för närvarande Anna Hallberg, Stefan Lindberg (ordförande), Malte Persson, Karolina Ramqvist, Daniel Sjölin och Mirja Unge, samt donatorns representant Albert Bonnier.
Stipendiefonden instiftades av Karl Otto Bonnier och den första nämnden bestod av Georg Nordensvan, Oscar Levertin, Ellen Key, Verner von Heidenstam, Tor Hedberg och Karl Otto Bonnier som donatorns representant. Stipendiet uppgår till 100 000 kronor och delas ut vid en ceremoni på Bonniers Konsthall i januari.

## Mottagare sedan 2010

### 2010
- Johannes Anyuru för Städerna inuti Hall
- Anita Goldman för Om jag så måste resa till Los Alamos
- Ulf Peter Hallberg för Europeiskt skräp
- Kristian Lundberg för Yarden
- Staffan Söderblom för Sa han

### 2011
- Magnus Dahlström för Spådom
- Kerstin Ekman för Grand final i skojarbranschen
- Ida Linde för En kärleksförklaring
- Hassan Loo Sattarvandi för Belägring
- Jenny Tunedal för Mitt krig, sviter

### 2012
- Jonas Brun för Skuggland
- Ola Larsmo för Förrädare
- Nina Lekander för Hästar, män och andra djur
- Aleksander Motturi för Filosofi vid mörkrets hjärta
- Kristina Sandberg för Sörja för de sina

### 2013
- Martin Engberg för Ta skada
- Elise Ingvarsson för Fem minuter av ditt liv
- Lars Jakobson för John & Denise
- Fredrik Nyberg för Att bli ved
- Niklas Rådström för Boken

### 2014
- Mats Kempe för Det jag redan minns
- Christine Falkenland för Spjärna mot udden
- Johan Jönson för mot. vidare. mot.
- Mara Lee för Future perfect
- Steve Sem-Sandberg för De utvalda

### 2015
- Jörgen Lind för Vita kommun
- Tom Malmquist för I varje ögonblick är vi fortfarande vid liv
- Bodil Malmsten för Det här är hjärtat
- Karolina Ramqvist för Den vita staden
- Kerstin Strandberg för Ett par från Stjärnfallsvägen

### 2016
- Hans Gunnarsson för Rum för resande
- Sara Mannheimer för Urskilja oss
- Khashayar Naderehvandi för Allting glittrar och ingenting tar slut
- Ann Jäderlund för djupa kärlek ingen
- Linda Boström Knausgård för Välkommen till Amerika

### 2017
- Sigrid Combüchen för Sidonie och Nathalie
- Tove Folkesson för Ölandssången
- Gunnar D Hansson för Tapeshavet
- Agneta Pleijel för Doften av en man
- Nils Håkanson för Ödmården

### 2018
- Tua Forsström för Anteckningar
- Tova Gerge för Pojken
- Sara Stridsberg för Kärlekens Antarktis
- Sami Said för Människan är den vackraste staden
- Mirja Unge för Jag går och lever

### 2019[2]
- Nina Wähä för Testamente
- Sara Villius för Madonna
- David Vikgren för Materialvägensägen
- Beate Grimsrud för Jag föreslår att vi vaknar
- Andreas Lundberg för Ofarbar tystnad

### 2020[3]
- Camilla Hammarström för Hälsningar från solen
- Gunnar Nirstedt för Valborgsmässoafton på Nytorps gärde
- Stefan Lindberg för Splendor
- Hanna Rajs Lara för Under månen
- Klas Östergren för Renegater

### 2021[4]
- Maxim Grigoriev för Europa
- Mats Kolmisoppi för Scener från hovet
- Marie Norin för Ligga lik
- Jesper Larsson för Den dagen den sorgen
- Helena Eriksson för Kore på Starbucks

### 2022[5]
- Carina Rydberg för Vitt slödder
- Jenny Tunedal för Dröm baby, dröm
- Zara Uzun Kjellner för En ny gud
- Isabella Nilsson för En bok för ingen
- Andrea Lundgren för Den underjordiska solen

### 2023[6]
- Marie Lundquist för Gå i svaromål med havet
- Viktoria Jäderling för Fjällets succé
- Judith Kiros för Det röda är det gränslösa
- Daniel Yousefi för Återkomster
- Krister Gustavsson för Varseblivningar

### 2024[7]
- Wera von Essen för En emigrants dagbok
- Hanna Hallgren för Hallelujaflickorna
- Maja Tinnervall för Utsikten helt nära
- Per Hagman för Johannes och du
- Emma Lundenmark för Kaczka